# Pali (Bijelo Polje)
Pour l’article homonyme, voir Pali.
Pali (en serbe cyrillique: Пали) est un village du nord-est du Monténégro, dans la municipalité de Bijelo Polje.

## Démographie

### Évolution historique de la population[1]
| 1948 | 1953 | 1961 | 1971 | 1981 | 1991 | 2003 |
| ---- | ---- | ---- | ---- | ---- | ---- | ---- |
| 207  | 264  | 271  | 314  | 281  | 169  | 163  |